# Oxytropis pseudorosea
Oxytropis pseudorosea är en ärtväxtart som beskrevs av Filim. Oxytropis pseudorosea ingår i släktet klovedlar, och familjen ärtväxter. Inga underarter finns listade i Catalogue of Life.